# 瑀公庙
瑀公庙，位于中国福建省清流县长校镇东山村，唐末始建，是东山萧氏为祭奠先祖初唐名臣萧瑀所建；历代修缮，现存建筑为清代风格。由庙前大坪、门楼、正殿等组成，占地面积约150平方米；饰有细木花式如意斗拱、风头假昂及螺旋藻井等。2009年11月16日公布为第七批福建省文物保护单位。